# Borrenes
Borrenes település Spanyolországban, León tartományban. Lakosainak száma 303 fő (2024).

## Földrajza
Borrenes Carucedo, Carracedelo, Ponferrada, Priaranza del Bierzo, Benuza és Puente de Domingo Flórez községekkel határos.

## Népesség
A település lakosságának változását az alábbi diagram mutatja:
| Lakosok száma | 505  | 465  | 436  | 412  | 385  | 368  | 332  | 315  | 306  | 303  |
|               | 2001 | 2004 | 2007 | 2009 | 2012 | 2014 | 2017 | 2019 | 2022 | 2024 |